# Xian de Baoqing
Le xian de Baoqing (宝清县 ; pinyin : Bǎoqīng Xiàn) est un district administratif de la province du Heilongjiang en Chine. Il est placé sous la juridiction de la ville-préfecture de Shuangyashan.

## Climat
Les températures moyennes pour le district de Baoqing vont de −18,1 °C pour le mois le plus froid à +22 °C pour le mois le plus chaud, avec une moyenne annuelle de +3,7 °C (chiffres arrêtés en 1990).

## Démographie
La population du district était de 416 075 habitants en 1999.